# سفينة كاز

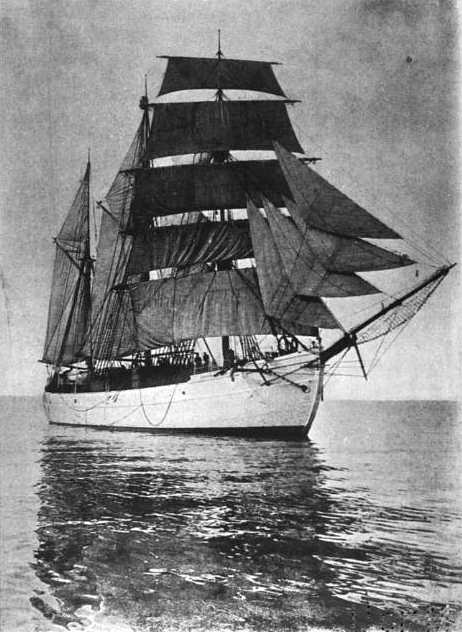

كاز (بالألمانية: Gauß) اسم سفينة ألمانية استخدمت في البعثة الألمانية الأولى لاستكشاف أنتاركتيكا بين عامي 1903-1901 تحت قيادة البروفيسور ايريك فون دريجالسكي. سُمِّيت السفينة على العالم الرياضياتي والفيزيائي كارل فريدريش غاوس.